# Albert de Jong (Religionswissenschaftler)
Albert Frederik de Jong (* 1966) ist ein niederländischer Religionswissenschaftler mit dem Schwerpunkt der Religion des Irans.
Albert de Jong studierte Theologie und die persische Sprache in Utrecht. An der Universität London lernte er die altpersische Sprache und die mittelpersische Sprache. 1996 erlangte er seinen Doktortitel mit einer Dissertation über den Zoroastrismus in griechischer und lateinischer Literatur. Seit 1998 ist er Professor an der Universität Leiden.

## Veröffentlichungen (Auszug)
- Traditions of the Magi. Zoroastrianism in Greek and Latin Literature. Brill, Leiden 1997, ISBN 900410844 0 (Dissertation)
- Purification in absentia. On the Development of Zoroastrian Ritual Practice. In: Jan Assmann, G. G. Stroumsa (Hrsg.): Transformations of the Inner Self in Religious Traditions (=Studies in the History of Religions. Band 83). Leiden 1999. ISBN 978-90-04-1135-65. S. 301–329.
- Animal Sacrifice in Ancient Zoroastrianism: A Ritual and its Interpretations. In: A. I. Baumgarten (Hrsg.): Sacrifice in Religious Experience (=Studies in the History of Religions. Band 93). Leiden 2002, ISBN 978-90-04-37916-9, S. 127–148.
- Women and Ritual in Medieval Zoroastrianism. In: Carlo G. Cereti, Farrokh Vajifdar (Hrsg.): The Fire Within: Atas-E Dorun: Jamshid Soroush Soroushian 2003. ISBN 978-14-14-0197-10. S. 147–161.
- The Religion of the Achaemenid Rulers. In: Bruno Jacobs; Robert Rollinger (Hrsg.): A Companion to the Achaemenid Persian Empire. 2 Bde. Wiley-Blackwell, Hoboken NJ 2021, ISBN 978-1-119-17428-8. S. 1197–1209.